# Lac Télé (Mali)
Ne doit pas être confondu avec Lac Télé (République du Congo).
Le lac Télé est un lac du Mali situé au nord du delta central du Niger faisant partie du système hydraulique du lac Figuibine situé à quelques kilomètres au nord près de la ville de Goundam dans la région de Tombouctou.